# Songwe (regio)
Songwe is een van de 31 regio's van Tanzania met een oppervlakte van 45.843 km² en ongeveer een miljoen inwoners (2012). De regionale hoofdstad is Vwawa. De regio kwam in 2016 tot stand.
Songwe grenst in het zuiden aan Zambia en in het westen aan het Rukwameer.

## Districten
De regio is onderverdeeld in vier districten:
- Ileje (district)
- Mbozi (district)
- Momba (district)
- Songwe (district)